# Taniñe
Taniñe es una localidad de la provincia de Soria, partido judicial de Soria,  Comunidad Autónoma de Castilla y León, España. Pueblo de la comarca de Tierras Altas que pertenece al municipio de San Pedro Manrique.
Desde el punto de vista jerárquico de la Iglesia católica forma parte de la diócesis de Osma la cual, a su vez, pertenece a la archidiócesis de Burgos.

## Geografía
Esta pequeña población hoy despoblada de la comarca de Tierras Altas está ubicada en el norte de la provincia, en el límite con La Rioja bañado por el río Mayor en la vertiente mediterránea y afluente del río Alhama al sur de la sierra de Achena y al norte de la de Alcarama
. Al pie de la sierra del Hayedo de Enciso.

### Comunicaciones
Localidad situada en la carretera autonómica SO-360 que nos lleva en dirección sudeste, 4 km,  a San Pedro Manrique. Carretera provincial SO-P-1128 que partiendo de esta localidad nos conduce a Buimanco y Armejún en el límite con La Rioja.

## Historia
A la caída del Antiguo Régimen la localidad se constituye en municipio constitucional, entonces conocido como Tañiñe, en la región de Castilla la Vieja, partido de Ágreda  que en el censo de 1842 contaba con 62 hogares y 250  vecinos.
A mediados del siglo XIX crece el término del municipio porque incorpora a Las Fuentes de San Pedro.
A finales del siglo XX este municipio desaparece porque se integra en San Pedro Manrique, las dos localidades contaban entonces con 17 hogares y 72 habitantes.
Este pueblo, que se había llegado a quedar deshabitado en la década de 1980, vuelve a estar habitado desde principios del siglo XXI.

## Geografía humana

### Demografía
| Gráfica de evolución demográfica de Taniñe entre 1842 y 1970 |
| |
| Población de derecho según los censos de población del INE Población de hecho según los censos de población del INEEntre el censo de 1857 y el anterior, crece el término del municipio porque incorpora a 425047 (Las Fuentes de San Pedro) Entre el censo de 1981 y el anterior, este municipio desaparece porque se integra en el municipio 42165 (San Pedro Manrique) |

En el año 1981 contaba con 9 habitantes, concentrados en el núcleo principal, pasando a 3 en el año 2010, todos varones.
| Gráfica de evolución demográfica de Taniñe entre 2000 y 2010                                     |
|                                                                                                  |
| Población de derecho (2000-2010) según los censos de población del INE a 1 de enero de cada año. |

### Economía
Turismo rural.